# In the Evening
 (février 2017).
Si vous disposez d'ouvrages ou d'articles de référence ou si vous connaissez des sites web de qualité traitant du thème abordé ici, merci de compléter l'article en donnant les références utiles à sa vérifiabilité et en les liant à la section « Notes et références ».
Pistes de In Through the Out Door
South Bound Saurez
(2)
Composé en 1979, In the Evening est un morceau de hard rock du groupe Led Zeppelin. C'est le premier morceau de l'album In Through the Out Door.

## Thématique
Les paroles évoquent un homme à la recherche d'une relation avec une femme, ce dont il semble avoir un besoin maladif, dont les attentes ne sont pas comblées et se fait en quelque sorte avoir. On entend des recommandations ou équivalents, disant de ne pas laisser les femmes profiter de la faiblesse occasionnée.

## Instrumentation
Sur ce morceau, Jimmy Page utilise une Fender Stratocaster bleue (également utilisée lors des concerts) et non sa  Gibson Les Paul habituelle. La rythmique à la batterie change parfois aux moments de changement de partie dans la chanson.
John Paul Jones est au synthétiseur et l'utilisation du vibrato par Jimmy Page rend morceaux particulièrement original.[réf. nécessaire] La chanson comporte un solo de guitare, qui sur la version studio est composé de plusieurs lignes, l'une commune avec le reste de la chanson, l'autre recréée. Les effets vocaux sont ceux du hard rock, et ne sont pas en soi une originalité de la chanson.

## Jouée en concert
En concert, ce morceau était précédé d'un solo de Jimmy Page, suivi d'un solo de batterie de John Bonham. Le solo était l'occasion pour Page de jouer le rôle du Guitar Hero et d'utiliser des effets avec le vibrato à outrance. On remarque qu'il ne lâche pas le levier ou presque de toute la chanson.